# Старт (стадион, Реутов)
Стадион «Старт» — многофункциональный стадион в Реутове, Россия. В настоящее время в основном используется для футбольных матчей и является домашним стадионом футбольной команды «Приалит Реутов». Открыт в 1964 году.
Стадион находится в северной части города на пересечении ул. Новая и ул. Комсомольская, он построен в 1964 году ОКБ-52. Стадион имеет два футбольных поля: одно с искусственным покрытием, одно с естественным (засеянным травой). Также на стадионе имеется тренировочное поле с искусственным покрытием, хоккейный корт с трибуной на 200 мест, три теннисных корта. При реконструкции 2003 года на территории стадиона был построен физкультурно-оздоровительный комплекс (МУ «Спорт-Центр»), который имеет большой игровой зал с терафлексным покрытием. В спортивных залах комплекса проходят соревнования по футболу, бадминтону, гандболу, большому и настольному теннису, волейболу. Имеется тренажерный зал. До реконструкции стадиона имелась секция лыжных гонок.
На стадионе проходили различные международные соревнования: 16 июля 1991 года на стадионе состоялся товарищеский матч по футболу женских сборных СССР и КНР, закончившийся победой китаянок со счетом 2:0. В 1998 году на стадионе проходили различные квалификационные соревнования Всемирных юношеских игр. 6 июня 2006 года на стадионе прошел товарищеский матч по футболу юношеских сборных России и Турции.
До футбольного клуба «Приалит» на стадионе также играли футбольные команды «Титан» (в нём начинал свою карьеру Андрей Тихонов, а также начал карьеру Алан Касаев) и ФК «Реутов».
В 2013 году разработан план реконструкции стадиона, которую планируется осуществить до конца 2022 года.